# Björkviks kyrka

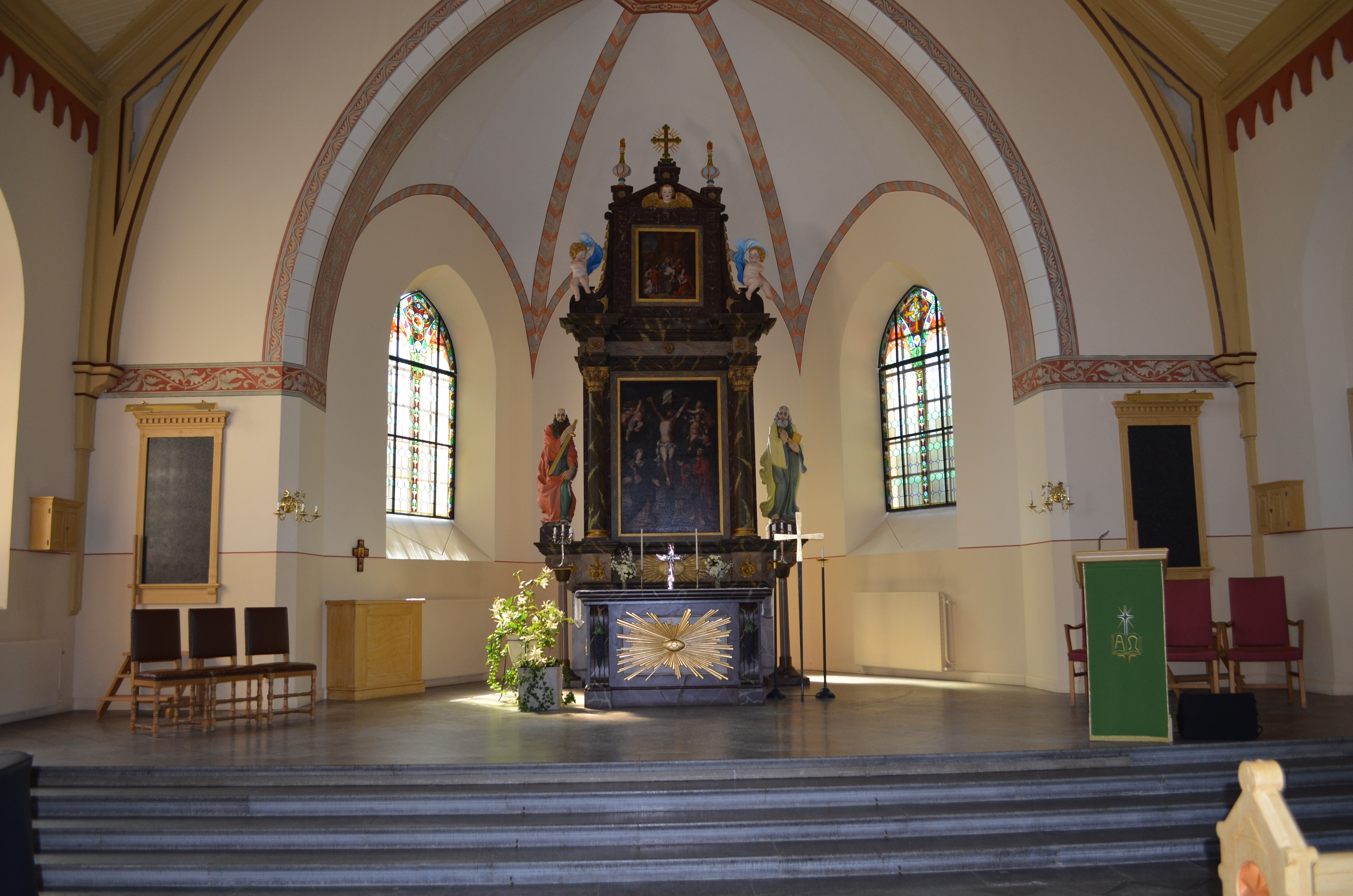
Björkviks kyrkas altare

Björkviks kyrka ligger i Björkviks församling i Katrineholms kommun och tillhör Strängnäs stift. 

## Kyrkobyggnaden
Den nuvarande kyrkan som uppfördes i 1800-talsgotik i byn Vedeby invigdes 1875. Arkitekt var Per Ulrik Stenhammar. Den 6 november 1900 brann kyrkan men restaurerades under ledning av arkitekt Fritz Eckert. 1902 var kyrkan färdig för återinvigning. Kyrkan är orienterad i nord-sydlig riktning, med kyrktorn i norr och kor i söder. Breda korsarmar sträcker sig ut åt öster och väster. I vinkeln mellan koret och den västra korsarmen ligger sakristian.

## Inventarier
- Altartavlan från 1700-talet kommer från Hjälsta kyrka i Uppland och är tillverkad av bildhuggaren Gabriel Beutin († 1742).
- Dopfunten från 1949 är i gotländsk sandsten. Bakom dopfunten hänger en bildvävnad komponerad 1965.
- I västra korsarmen finns två antependier från 1700-talet uppsatta.

## Orgel
1903 byggde E. A. Setterquist & Son, Örebro, en orgel med 13 stämmor fördelade på två manualer och en pedal. Den blev avsynad och godkänd 16 april 1903 av musikdirektör och dirigenten Otto G. Settergren i Nyköping.

## Björkviks gamla kyrka
Den gamla medeltida kyrkan, som brann 1869, var uppförd på 1100-talet men hade byggts till flera gånger under århundradena och var vid branden Sörmlands läns största. Branden uppstod sedan en gnista från prästgården antände taket till sakristian. Alla inventarier i sakristian, kyrksilver, mässkrudar, antependier och kyrkoarkivet kunde räddas. Bland det som förstördes i branden var bland annat predikstolen och altartavlan, tillverkade av snickaren Anders Larsson från Stavhälla i Björkviks socken samt ett epitafium som sattes upp på tornrummets norra vägg 1687. 1936 konserverades ruinen och används numera för friluftsgudstjänster.

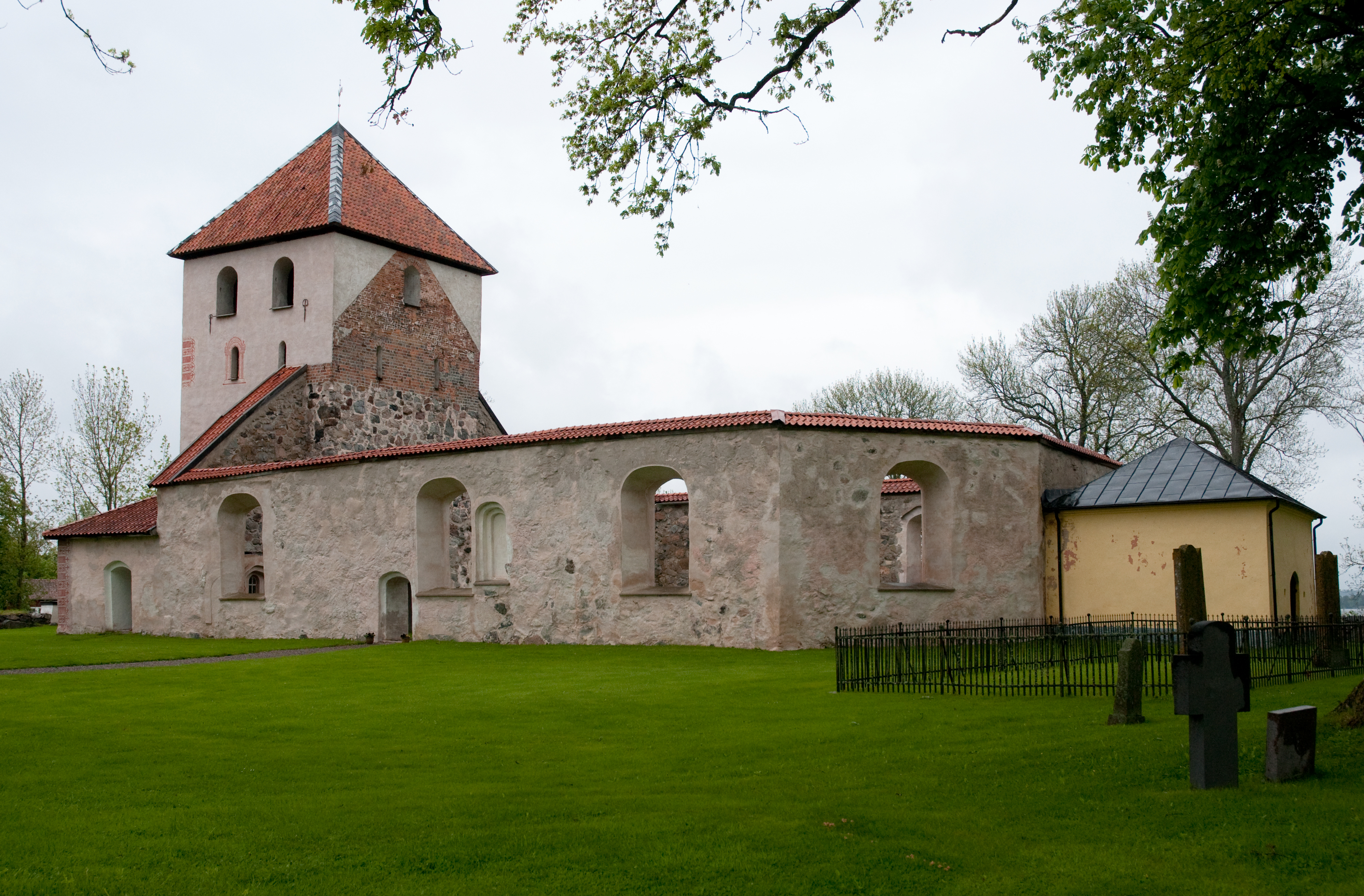
Björkviks gamla kyrka brann 1869.
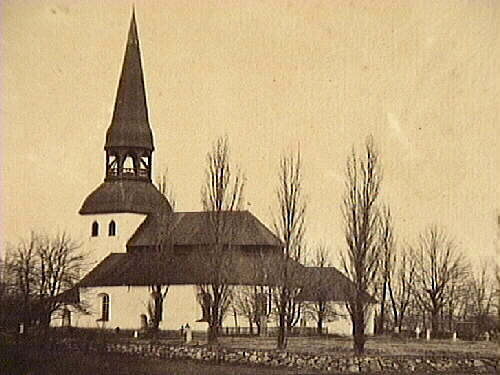
Björkviks gamla kyrka före branden 1869.
Planskiss över Björkviks gamla kyrka.